# Безлюдівське торфовище
Безлю́дівське торфови́ще — колишнє підприємство з видобутку торфу на території сучасного селища Безлюдівка Харківського району Харківської області. Розташовувалося в урочищі Вулівка, у заболоченій місцевості з багатою флорою і фауною.

## Історія

### Доіндустріальний період
У XIX столітті урочище, відоме як Черкесове (від прізвища селян Черкасових), використовувалося як мисливські угіддя. Тут були численні болота, де ріс вільховий гай.

### Відкриття та початок розробок
У 1875 році в урочищі було виявлено значні запаси торфу, після чого розпочалися ручні торфорозробки. Видобуток у перші роки здійснювався простою лопатною технологією. Сушили торф просто на сонці, а потім використовували в місцевих господарствах як паливо.

### Радянський період
Після встановлення радянської влади видобуток було відновлено. У 1920 році офіційно створено Безлюдівське торфовище як підприємство, для обслуговування якого проклали вузькоколійну залізницю.
Протягом 1920-х – 1930-х років торфовище було важливим джерелом палива, зокрема в умовах вугільного дефіциту. 

### Закриття
Через зниження потреби в торфі та збільшення частки вугілля у паливному балансі розробки поступово згортали. Остаточне закриття торфовища відбулося у 1948 році.

### Сучасний стан
Нині на місці колишнього торфовища розташовані заболочені ділянки. Місцевість відома під назвою Вулівка — ймовірно, за згадками про пасіки, що колись розташовувалися на цій території.